# Enzo Cornelisse
Enzo Cornelisse (Arnhem, 29 giugno 2002) è un calciatore olandese, difensore dell'Almere City.

## Biografia
È figlio dell'ex calciatore Tim Cornelisse.

## Caratteristiche tecniche
È un difensore centrale bravo tecnicamente che può essere schierato anche come mediano.

## Carriera
Cresciuto nel settore giovanile del Vitesse, il 24 agosto firma il suo primo contratto professionistico con il club giallonero; debutta in prima squadra il 3 ottobre 2020 giocando i minuti di recuperi dell'incontro di Eredivisie vinto 3-0 contro l'Heracles Almelo.

## Statistiche
Statistiche aggiornate al 7 marzo 2021.

### Presenze e reti nei club
| Stagione        | Squadra         | Campionato      | Campionato | Campionato | Coppe nazionali | Coppe nazionali | Coppe nazionali | Coppe continentali | Coppe continentali | Coppe continentali | Altre coppe | Altre coppe | Altre coppe | Totale | Totale | Totale |
| Stagione        | Squadra         | Comp            | Pres       | Reti       | Comp            | Pres            | Reti            | Comp               | Pres               | Reti               | Comp        | Pres        | Reti        | Pres   | Reti   |        |
| --------------- | --------------- | --------------- | ---------- | ---------- | --------------- | --------------- | --------------- | ------------------ | ------------------ | ------------------ | ----------- | ----------- | ----------- | ------ | ------ | ------ |
| 2020-2021       | Vitesse         | ED              | 6          | 0          | CO              | 0               | 0               |                    | -                  | -                  |             | -           | -           | 6      | 0      |        |
| Totale carriera | Totale carriera | Totale carriera | 6          | 0          |                 | 0               | 0               |                    | -                  | -                  |             | -           | -           | 6      | 0      |        |